# Пузач, Анатолий Кириллович
Анатолий Кириллович Пузач (укр. Анатолій Кирилович Пузач; 3 июня 1941, Красный Кут, АССР Немцев Поволжья — 19 марта 2006, Киев) — советский футболист, нападающий и украинский тренер. Заслуженный мастер спорта СССР, Заслуженный тренер УССР (1976).
Участник Чемпионата мира по футболу 1970 года, вошёл в историю футбола как первый игрок, официально вышедший на замену (с введением правила о заменах). Впоследствии футбольный тренер.
На протяжении многих лет работал помощником главного тренера киевского «Динамо» Валерия Лобановского.

## Карьера игрока
Воспитанник футбольной школы Бердичева. Начинал играть в 1957 году за команду завода «Прогресс» в Бердичеве. Потом выступал за «Полесье» Житомир (1960—1961) и львовский СКА (1962—1964). В 1964 году стал лучшим бомбардиром украинской зоны класса «Б», забив 35 голов из командных 59 мячей СКА. В этом же году львовяне дошли до четвертьфинала Кубка СССР. Осенью 1964 года сборная, собранная из лучших игроков класса «Б» провела товарищеские матчи против киевского «Динамо» (1:2, 2:2) и после тех игр быстрого нападающего с хорошим ударом взяли в Киев.
В первом же сезоне в 1965 году Пузач сумел получить сразу две награды — серебряную медаль за 2-е место в чемпионате СССР и титул чемпиона в турнире дублеров. По правилам игрок должен был сыграть по крайней мере 50 % игр, чтобы получить медаль, а Пузач сыграл ровно в половине матчей за «основу» и за «дубль». В конце 1960-х Пузач стал одним из ключевых игроков команды в нападении. Он играл главным образом на правом фланге атаки и прославился быстрыми рывками, неожиданными ударами без подготовки. Партнеры (в динамовском нападении тогда выступали, в частности, Виталий Хмельницкий, Олег Базилевич, Виктор Серебряников, Анатолий Бышовец и Андрей Биба) ценили Анатолия Пузача за хорошее виденье поля и умение отдать пас в нужное время.
Анатолий Пузач стал автором первого гола советских футболистов в Кубке европейских чемпионов. 20 сентября 1967 года в игре «Динамо» с шотландским «Селтиком» (тогдашним обладателем трофея) в Глазго он открыл счёт уже на 3 минуте матча. Итог матча — 2:1 в пользу динамовцев.
В первенстве 1968 года Пузач с 11 забитыми мячам стал лучшим бомбардиром команды. В следующем году нападающий дебютировал в сборной СССР в товарищеской игре со сборной ГДР, прошедшей 25 июля 1969 года в Лейпциге. В этом же матче он отметился первым голом.
На чемпионате мира по футболу 1970 года в Мексике ФИФА впервые позволила командам проводить замены на протяжении игры. Во втором тайме матча открытия турнира Мексика — СССР (31 мая 1970) Анатолий Пузач заменил Виктора Серебряникова и, таким образом, вошёл в историю футбола, как участник первой замены на чемпионатах мира.
Сезон 1973 года стал последним в игровой карьере Пузача. Тогда в «Динамо» уже забивал новый лидер атак — Олег Блохин.
В 215 матчах чемпионатов СССР Анатолий Пузач забил 49 голов, в 16 матчах еврокубков — 7. За сборную СССР провёл 14 игр, в которых забил 2 гола.

## Тренерская карьера
В сентябре 1973 года в Киев из Днепропетровска приехал Валерий Лобановский — в новом чемпионате 1974 года Пузач уже входил в тренерский штаб Лобановского. До осени 1990 года Пузач был ассистентом, а после отъезда Лобановского на Ближний Восток возглавил «Динамо». В ноябре 1992 года Пузача уволили после того, как команда не смогла выиграть первый чемпионат Украины, проиграв в финале симферопольской «Таврии» и неудачно выступив в еврокубках.
Анатолий Пузач вернулся в футбол по приезде Лобановского в 1997 году — сотрудничество длилось до 2001 года, когда продолжать работу ассистенту помешали серьёзные проблемы со здоровьем. Умер после длительной тяжёлой болезни 19 марта 2006 года.
Похоронен на Лесном кладбище в Киеве. Участок 75а.

## Достижения

### Командные
- Чемпион СССР (4): 1966, 1967, 1968, 1971
- Обладатель Кубка СССР: 1966

### Личные
- В списке 33 лучших футболистов сезона в СССР: № 2 (1968, 1969)
- Орден «За заслуги» ІІІ степени (2016) (посмертно)[4]

## Семья
Жена — Людмила Сергеевна Пузач (Полякова) (род. 1948). Дочь — Оксана (род. 1970). Сын — Алексей (род. 1972). Внучки — Анастасия, Екатерина, Елизавета.